# &美少女 NEXT GIRL meets Tokyo
『&美少女 NEXT GIRL meets Tokyo』（アンドびしょうじょ ネクストガールミーツトーキョー）は、2017年4月5日から毎週水曜0時にFODで配信開始された日本のインターネットテレビのドラマ。主演は週替りで、次の世代を担う若手女優総勢12名がそれぞれヒロインを務めていく12本のオムニバスドラマ。
地上波では4月13日より毎週木曜1時10分からフジテレビで放送開始。BSでは10月11日より毎週水曜23時30分からBSフジにて放送開始。

## 制作
フジテレビ制作のFODオリジナルドラマ。

## 各話リスト
| meets | 配信日  | 地上波放送日 | BS放送日 | タイトル        | 主演                  | 助演 | 脚本         | 演出     |
| ----- | ------- | ------------ | -------- | --------------- | --------------------- | --- | ------------ | -------- |
| 1     | 4月5日  | 4月13日      | 10月11日 | 池袋×PM7:00     | 笹原彩 - 古畑星夏     | 安藤理沙 - 彩羽 永井雅美 - 板垣まゆ 飯島隆二 - 葉山昴 近藤 - ねりお弘晃 水沢 - 安田俊 笹原京子 - 中島ひろ子           | 川口清人     | 古厩智之 |
| 2     | 4月12日 | 4月27日      | 10月18日 | 下高井戸×PM5:20 | 小池梨花 - 南乃彩希   | 川端奈緒 - 堀田真由 松田健人 - 広田亮平 美紅 - 山本杏珠 玲奈 - 武イリヤ 香澄 - 奥田七海                               | 上村奈帆     | 古厩智之 |
| 3     | 4月19日 | 5月11日      | 10月25日 | 秋葉原×AM5:42   | 美沙子 - 葵わかな     | 鈴木 - 斉藤佑介 真奈美 - 金井美樹 鈴木の母親 - 真下有紀                                                               | 福田哲平     | 藤原知之 |
| 4     | 4月26日 | 5月18日      | 11月1日  | 下北沢×PM4:00   | 城戸摩耶 - 松風理咲   | 小島耕助 - 近江谷太朗 垣内悠太 - 大地伸永 喫茶店員 - 植田智美                                                         | 徳尾浩司     | 古厩智之 |
| 5     | 5月3日  | 5月25日      | 11月8日  | 台場×PM3:43     | 鈴木美穂 - 大友花恋   | 鈴木次郎 - 長谷川朝晴                                                                                                 | 丸山智       | 藤原知之 |
| 6     | 5月10日 | 6月1日       | 11月15日 | 原宿×PM1:00     | 原口加奈美 - 浅川梨奈 | フクシ - 落合モトキ 近藤 - 三上市朗 小西 - 山根和馬 麻友子 - 花梨 莉緒 - 中尾萌那                                     | スギタクミ   | 古厩智之 |
| 7     | 5月24日 | 6月8日       | 11月22日 | 二子玉川×AM7:30 | 勘崎莉子 - 八木莉可子 | 西村柊 - 七瀬公 石野彩美 - ついひじ杏奈 小野寺香織 - 咲坂実杏                                                         | 千寿みのり   | 藤原知之 |
| 8     | 5月31日 | 6月15日      | 11月29日 | 中野×PM7:00     | 小椋麗子 - 水上京香   | 高橋順平 - 濱田和馬 平尾知世 - 高橋春織 沼田良一 - 羽場涼介                                                           | 長尾隆司     | 宝来忠昭 |
| 9     | 6月7日  | 6月22日      | 12月6日  | 北千住×PM4:00   | 相原美空 - 恒松祐里   | 真鍋佑樹 - 上村海成 森大翔 - 今井悠貴 栗山香菜 - 福本莉子 篠田隆 - 立石ケン 橘健太 - 大朏岳優 亀田洋介 - 今井英二     | 高橋かづゆき | 宝来忠昭 |
| 10    | 6月14日 | 6月29日      | 12月13日 | 表参道×PM7:48   | 須藤久実子 - 仁村紗和 | 田渕麗夏 - 逢澤みちる 音無雪江 - 朱音 井上保夫 - 辻川慶治 馬場秀樹 - 佐野泰臣 三沢昇 - 柿本光太郎 森林慎太郎 - 本木敦 | 池谷雅夫     | 山内健嗣 |
| 11    | 6月21日 | 7月6日       | 12月20日 | 谷中×AM9:45     | 大森明日香 - 秋月成美 | 池内隼人 - 渡邉剣 佐久間留美 - 白石聖 谷野宗雄 - おかやまはじめ                                                       | 末安正子     | 宝来忠昭 |
| 12    | 6月28日 | 7月13日      | 12月27日 | 芝公園×PM5:00   | 志倉ゆり - 山本舞香   | 逢沢孝平 - 上杉柊平 如月直 - 山本栄司 宮内茜 - 松永有紗                                                               | 山岡潤平     | 宝来忠昭 |

## スタッフ
- 企画・プロデュース - 清水一幸
- プロデューサー - 菊地誠、岡美鶴
- 主題歌 - go!go!vanillas「平成ペイン」
- 音楽 - 稲岡宏哉、ウェルチかなえ
- 制作・著作 - フジテレビ